# Schizonotinus crassicerca
Schizonotinus crassicerca är en insektsart som först beskrevs av Yu S. Tarbinsky 1940.  Schizonotinus crassicerca ingår i släktet Schizonotinus och familjen vårtbitare. Inga underarter finns listade i Catalogue of Life.